# Cameleon
Cameleon es un programa para la transmisión de videos en vivo y en directo que consta de una aplicación para iOS y una plataforma que permite a los usuarios transmitir el contenido del video inmediatamente a varias plataformas de medios sociales incluyendo Facebook y YouTube, utilizando una cámara USB estándar (Webcam), GoPro, CCTV o IP cámara y una computadora.
Los servicios de Cameleon están disponibles para uso del público y son gratuitos o por donación. Estos ofrecen una alternativa a servicios como Periscope, Facebook Live, YouTube Live, Livestream, etc.
Las plataformas soportadas incluyen YouTube Live, Facebook Live, Tumblr, RTSP, RTMP, Wowza Streaming Engine, Adobe Flash Media Server y varios servidores de medios.

## Programa para computadora
Cameleon para Mac es el programa más popular de la compañía y ahora está disponible para Windows y iOS. Este programa soporta cámaras inalámbricas y las de cables incorporados y conectados al igual que transmite en vivo y en directo videos de alta definición (HD) hasta con 6 cámaras conectadas.

## Servicio en la nube
La anterior plataforma de nube de Cameleon se retiró en 2014 y ya no está disponible para usuarios nuevos.

## Dominio .live
Cameleon se observa como un servicio popular, funcionando en un .live TLD